# 弱点
| ウィキペディアには「弱点」という見出しの百科事典記事はありません（タイトルに「弱点」を含むページの一覧/「弱点」で始まるページの一覧）。 代わりにウィクショナリーのページ「弱点」が役に立つかもしれません。 |